# Jegulo
Jegulo is een bestuurslaag in het regentschap Tuban van de provincie Oost-Java, Indonesië. Jegulo telt 5073 inwoners (volkstelling 2010).